# Xanleurfa
Xanleurfa (em turco: Şanlıurfa; em siríaco: Urhoy; em árabe: ‏الرها; romaniz.: Raha; em curdo: Riha), frequentemente chamada simplesmente Urfa, é uma cidade do sudeste da Turquia, capital da área metropolitana e província homónima, na região do Sudeste da Anatólia. O conjunto dos distritos que a malha urbana da cidade ocupa, na totalidade ou parcialmente, (Eyyübiye, Haliliye e Karaköprü) tem 4 772 km² e em dezembro de 2021 tinha 1 031 664 habitantes (densidade: 216,2 hab./km²).
A cidade faz parte do chamado Curdistão turco e da região histórica da Alta Mesopotâmia, na Antiguidade parte da chamada Síria. O rio Eufrates passa a pouco mais de 50 km a norte, noroeste e oeste de Xanleurfa.

## Etimologia
A cidade foi e é conhecida por vários nomes — Or'ha (Ուռհա) em arménio, Urhai ou Urhoy (ܐܘܪܗܝ) em siríaco, Ar-Ruhā (ره, الرها) em árabe e Orra (Ορρα) ou Orroa (Ορροα) em grego. Na Antiguidade clássica foi conhecida sobretudo como Edessa (em grego: Έδεσσα), um nome dado pelos selêucidas que foi comum até ao período otomano.
Durante algum tempo chamou-se Callirroa, Callirrhoe ou Antioquia no Callirhoe (em grego clássico: Αντιόχεια η επί Καλλιρρόης), nome atribuído pelo rei selêucida Antíoco IV Epifânio (r. 175–164 a.C.). A colónia romana ali fundada teve o nome de Colonia Aurelia Antonia Opellia Macriana e posteriormente Alexandria, embora o nome de Edessa tivesse sempre perdurado. Durante o período bizantino foi também chamada Justinópolis (Ιουστινούυπολη), um nome partilhado com Anazarbo, na Cilícia, situada cerca de 350 km a ocidente.
O nome oficial atual, atribuído pela Grande Assembleia Nacional da Turquia em 1984 como forma de reconhecimento da resistência local durante a guerra de independência turca (1919–1923), significa "Urfa, a Gloriosa — o nome é composto por şanlı, derivado do árabe shan (شأن; "dignidade") mais o sufixo turco -lı é traduzido por "grande, glorioso ou dignificado". O novo nome era há muito reclamado pelos membros locais do parlamento, que desejavam um título similar aos atribuídos às cidades vizinhas de Gazi ("veterana") Antep e Kahraman ("heróica") Maraş.